# Jute

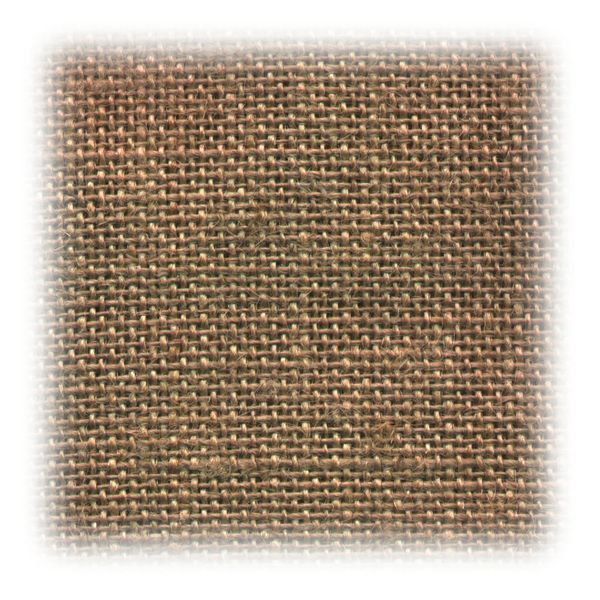
Geweven jute

Jute is een lange, zachte, glanzende, plantaardige bastvezel die tot ruwe, sterke draden kan worden gesponnen. Jute is een van de goedkoopste natuurlijke vezels, en na katoen de meest gebruikte. De vezels van jute zijn hoofdzakelijk samengesteld uit cellulose en lignine. Omstreeks 1838 werd in Dundee ontdekt hoe jute machinaal gesponnen kon worden, waarna het gebruik snel toenam.

## Soorten
Jute wordt verkregen uit planten uit het geslacht Corchorus. Die komen voornamelijk in warme, vochtige gebieden voor, zoals in India, Bangladesh en China. De belangrijkste soort is Corchorus olitorius (tossa jute, jew's mallow) gevolgd door Corchorus capsularis (white jute), die kortere stengels heeft dan (ook wel in soep en als groente gegeten) Corchorus olitorius. De vezel van Corchorus olitorius is zachter, zijdeachtiger en sterker dan die van Corchorus capsularis.

## Teelt

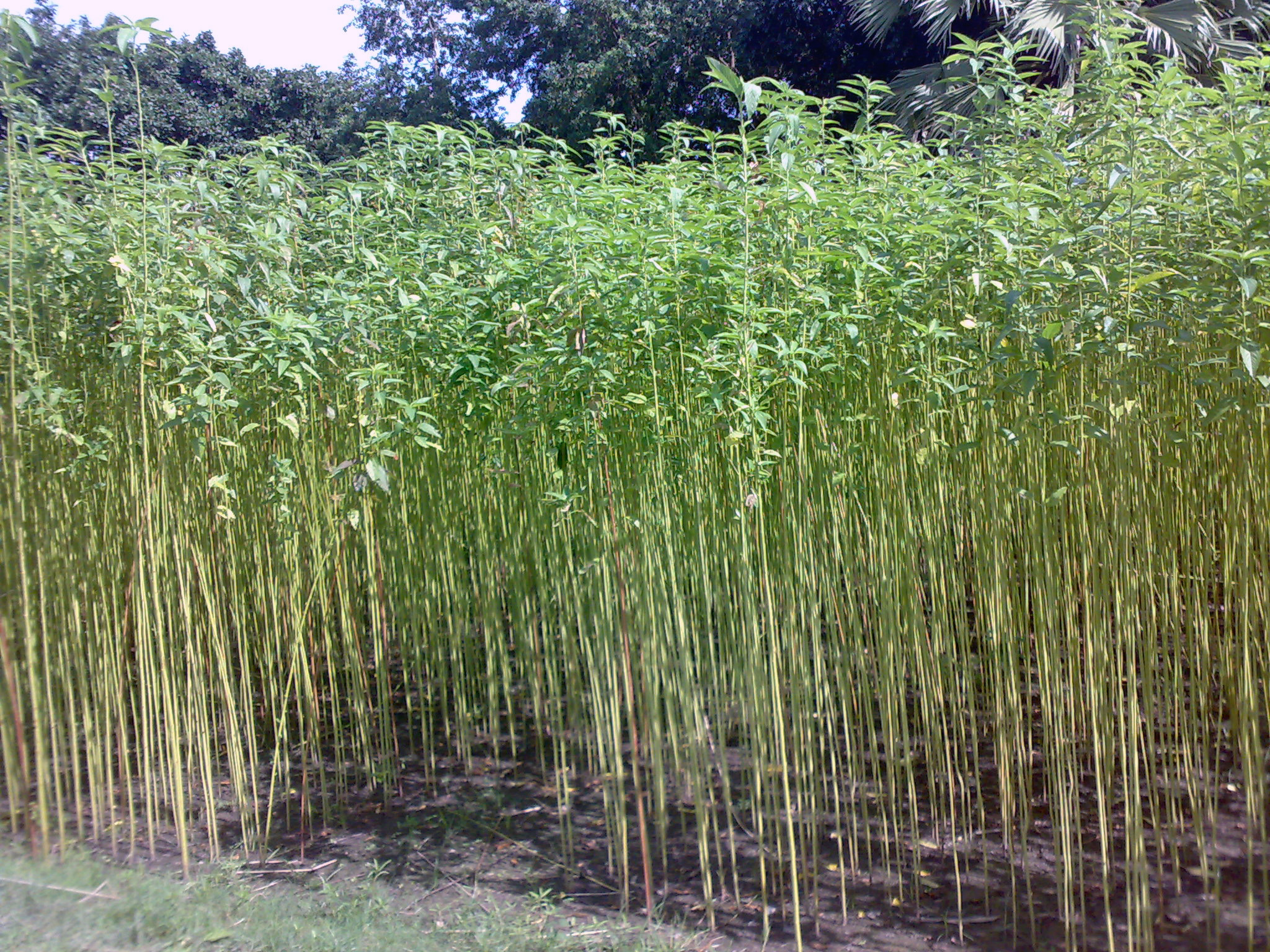
Planten

Het is een akkerbouwgewas dat een fijn zaaibed verlangt. Het wordt breedwerpig gezaaid. Zodra de planten ongeveer 15–20 cm lang zijn volgt uitdunning. Ongeveer vier maanden na het zaaien begint de oogst. De planten worden gewoonlijk geoogst nadat ze hebben gebloeid, maar voordat de uitgebloeide bloemen afvallen. De stengels worden dicht bij de grond afgesneden, in bundels gebonden en ongeveer 20 dagen in water geweekt. Bij dit proces wordt door roting de stengel zacht, waardoor de bastvezels kunnen worden gescheiden van de houtpijp. De bastvezels worden vervolgens gestript van de stengels en in lange bundels gewassen in helder stromend water. Vervolgens worden ze gedroogd. Na 2-3 dagen drogen worden de vezels in bundels gebonden.
De jute wordt gesorteerd naar kleur, sterkte en vezellengte. De kleur kan variëren van gebroken wit tot bruin en de lengte kan 1 tot 4 m zijn. Ten slotte wordt het in balen geperst voor verzending naar de verwerkers.

## Toepassingen
Van jute worden onder andere matten gemaakt om bodemerosie te verhinderen. Voor deze toepassing is een biologisch afbreekbare vezel essentieel. Verder wordt jute gebruikt om doek te maken voor het verpakken van balen ruw katoen en voor het maken van zakken en ruw doek. De vezels werden tevens veel geweven tot gordijnen, stoelbekledingen en tapijten, maar voor deze toepassingen is jute vaak vervangen door synthetisch materiaal. Als het van belang is dat het te gebruiken materiaal biologisch afbreekbaar is kan jute een goed alternatief zijn voor kunstmatige vezels. Een voorbeeld van dergelijk gebruik is de keuze voor jute als materiaal voor omhulsels van jonge bomen, die direct met het omhulsel moeten kunnen worden geplant.
Jute vezels worden bij sommige toepassingen gemengd met andere typen vezels om een sterkere combinatie te maken, bijvoorbeeld bij de fabricage van touw. De uiteinden van jute, de ruwe uiteinden van de juteplanten, worden gebruikt om goedkoop doek te fabriceren. Zeer fijne draden kunnen gebruikt worden om imitatie zijde te maken.
De vezels van jute kunnen ook worden gebruikt om papier te maken. Het voordeel boven hout is dat jute geen boskap vereist.

## Milieu-impact
De milieu-impact van jutevezels is relatief laag in vergelijking met ander textiel. De productie van garen, met inbegrip van de productie van de planten (niet gekleurd), kost 321 mPt/kg. Ter vergelijking: ongeverfde katoenvezel kost 806 mPt/kg.

## Afbeeldingen

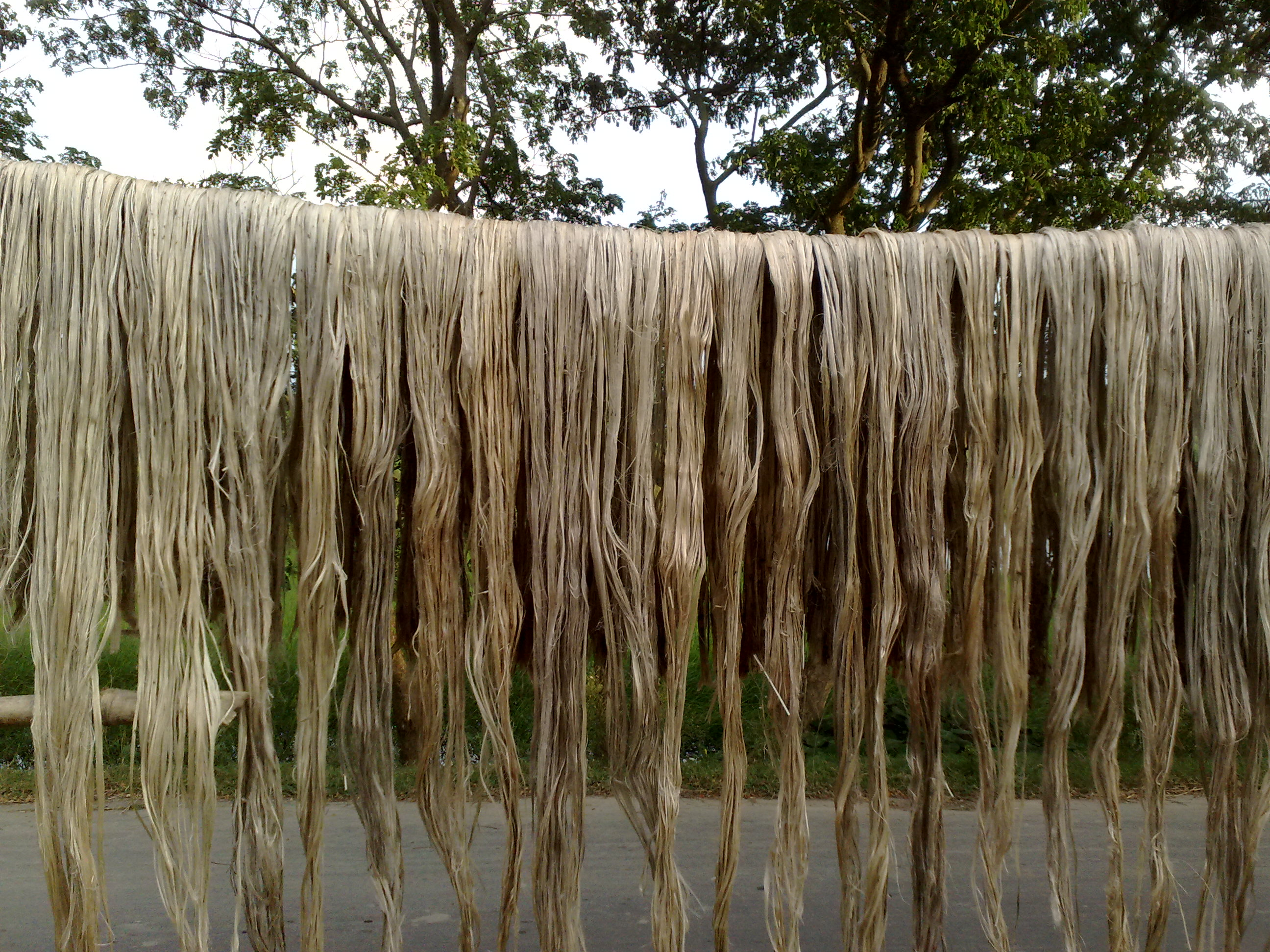
Drogende jute
Toepassingen met jute
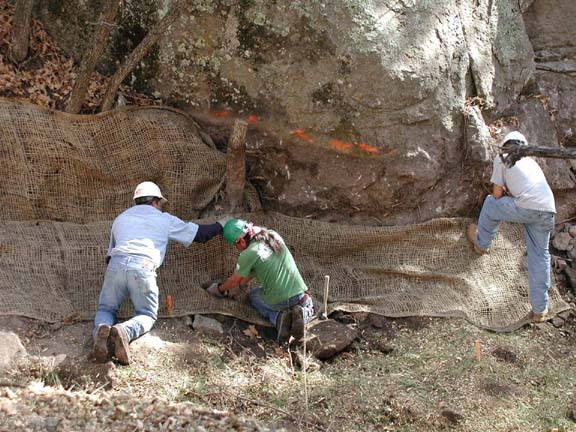
Jutematten gebruikt om erosie tegen te gaan